# Kisei 2020
Il Kisei 2020 è stata la 44ª edizione del torneo goistico giapponese Kisei. Il torneo si è disputato dal 28 febbraio 2019 al 6 marzo 2020 ed è stato vinto dal campione in carica Yūta Iyama.

## Fase preliminare
- W indica vittoria col bianco
- B indica vittoria col nero
- X indica la sconfitta
- +R indica che la partita si è conclusa per abbandono
- +N indica lo scarto dei punti a fine partita

### Lega C
La Lega C comprendeva 32 giocatori che si sono affrontati in cinque turni di gioco. Il vincitore è stato Shinji Suzuki che si è qualificato per gli ottavi di finale del torneo degli sfidanti ed è stato promosso alla Lega B dell'edizione successiva. Anche Yu Otake, Akihiko Fujita, Yuta Matsura, Yuichi Hirose e Shun Shuto hanno ottenuto la promozione alla Lega B.

### Lega B-1
| Giocatore         | N.Y   | S.K.  | N.H.  | A.T. | Y.K. | R.O. | S.N.  | W.B.  | Risultato | Note                                                |
| ----------------- | ----- | ----- | ----- | ---- | ---- | ---- | ----- | ----- | --------- | --------------------------------------------------- |
| Norimoto Yoda*    | –     | B+R   | W+R   | X    | X    | B+R  | W+8,5 | B+3,5 | 5-2       | Qualificato al playoff per il torneo degli sfidanti |
| Satoru Kobayashi  | X     | –     | X     | X    | X    | X    | X     | X     | 0-7       | Retrocesso alla Lega C del Kisei 2021               |
| Naoki Hane        | X     | W+R   | –     | B+R  | W+R  | X    | W+3,5 | X     | 4-3       | Qualificato alla Lega B del Kisei 2021              |
| Atsushi Tsuruyama | W+4,5 | B+R   | X     | –    | B+R  | X    | X     | W+R   | 4-3       | Qualificato alla Lega B del Kisei 2021              |
| Yoshihiro Koike   | B+0,5 | W+R   | X     | X    | –    | B+R  | X     | B+R   | 4-3       | Qualificato alla Lega B del Kisei 2021              |
| Ryuhei Onishi     | X     | B+1,5 | W+3,5 | B+R  | X    | –    | B+R   | W+R   | 5-2       | Promosso alla Lega A del Kisei 2021                 |
| Sakya Numadate    | X     | W+R   | X     | B+R  | W+R  | X    | –     | B+R   | 4-3       | Retrocesso alla Lega C del Kisei 2021               |
| Wu Boyi           | X     | W+R   | B+R   | X    | X    | X    | X     | –     | 2-5       | Retrocesso alla Lega C del Kisei 2021               |

* Norimoto Yoda ha vinto lo scontro diretto contro Ryuhei Onishi.

### Lega B-2
| Giocatore        | C.C.  | K.I.  | K.M.  | O.M.  | K.Y. | T.A.  | H.Z.  | R.T.  | Risultato | Note                                                |
| ---------------- | ----- | ----- | ----- | ----- | ---- | ----- | ----- | ----- | --------- | --------------------------------------------------- |
| Cho Chikun       | –     | B+R   | X     | X     | X    | X     | X     | B+3,5 | 2-5       | Retrocesso alla Lega C del Kisei 2021               |
| Ko Iso           | X     | –     | X     | W+R   | X    | W+3,5 | B+3,5 | X     | 3-4       | Qualificato alla Lega B del Kisei 2021              |
| Katsuya Motoki   | B+R   | W+R   | –     | B+R   | W+R  | B+R   | X     | B+5,5 | 6-1       | Qualificato al playoff per il torneo degli sfidanti |
| O Meien          | W+R   | X     | X     | –     | X    | X     | B+R   | W+1,5 | 3-4       | Retrocesso alla Lega C del Kisei 2021               |
| Kimio Yamada     | B+R   | W+1,5 | X     | W+R   | –    | X     | X     | B+R   | 4-3       | Qualificato alla Lega B del Kisei 2021              |
| Toshimasa Adachi | W+R   | X     | X     | B+7,5 | W+R  | –     | B+0,5 | W5,5  | 5-2       | Promosso alla Lega A del Kisei 2021                 |
| Han Zenki        | B+1,5 | X     | B+0,5 | X     | B+R  | X     | –     | B+R   | 4-3       | Qualificato alla Lega B del Kisei 2021              |
| Rei Terayama     | X     | B+R   | X     | X     | X    | X     | X     | –     | 1-6       | Retrocesso alla Lega C del Kisei 2021               |

### Lega A
| Giocatore         | R.Y. | C.U.  | Y.Z.  | Ta.S. | To.S. | J.A.  | H.Y.  | R.K.  | Risultato | Note                                                      |
| ----------------- | ---- | ----- | ----- | ----- | ----- | ----- | ----- | ----- | --------- | --------------------------------------------------------- |
| Ryo Ichiriki      | –    | W+R   | B+1,5 | W+R   | B+R   | W+5,5 | B+R   | W+R   | 7-0       | Qualificato ai quarti di finale del torneo degli sfidanti |
| Cho U             | X    | –     | W+1,5 | X     | X     | B+2,5 | W+3,5 | B+R   | 4-3       | Promosso alla Lega S del Kisei 2021                       |
| Yu Zhengqi        | X    | X     | –     | W+3,5 | B+R   | W+R   | B+R   | X     | 4-3       | Qualificato alla Lega A del Kisei 2021                    |
| Tatsuya Shida     | X    | W+R   | X     | –     | W+R   | X     | W+R   | B+R   | 4-3       | Qualificato alla Lega A del Kisei 2021                    |
| Toramaru Shibano  | X    | B+1,5 | X     | X     | –     | W+R   | B+R   | W+R   | 4-3       | Retrocesso alla Lega B del Kisei 2021                     |
| Jiro Akiyama      | X    | X     | X     | W+R   | X     | –     | W+R   | X     | 2-5       | Retrocesso alla Lega B del Kisei 2021                     |
| Hiroshi Yamashiro | X    | X     | X     | X     | X     | X     | –     | W+3,5 | 1-6       | Retrocesso alla Lega B del Kisei 2021                     |
| Rin Kanketsu      | X    | X     | B+R   | X     | X     | W+0,5 | X     | –     | 2-5       | Retrocesso alla Lega B del Kisei 2021                     |

### Lega S
| Giocatore        | K.Y.  | R.K. | S.T.  | K.K.  | D.M. | S.Y. | Risultato | Note                                                  |
| ---------------- | ----- | ---- | ----- | ----- | ---- | ---- | --------- | ----------------------------------------------------- |
| Keigo Yamashita  | –     | X    | X     | X     | W+R  | B+R  | 2–3       | Retrocesso alla Lega A del Kisei 2021                 |
| Rin Kono         | W+1,5 | -    | X     | W+0,5 | X    | W+R  | 3-2       | Qualificato alla finale del torneo degli sfidanti     |
| Shinji Takao     | B+6,5 | W+R  | –     | X     | W+R  | X    | 3-2       | Qualificato alla semifinale del torneo degli sfidanti |
| Kagen Kyo        | W+5,5 | X    | W+R   | –     | X    | W+R  | 3-2       | Qualificato alla Lega S del Kisei 2021                |
| Daisuke Murakawa | X     | W+R  | X     | W+R   | –    | B+R  | 3-2       | Qualificato alla Lega S del Kisei 2021                |
| So Yokoku        | X     | X    | W+2.5 | X     | X    | –    | 1–4       | Retrocesso alla Lega A del Kisei 2021                 |

## Fase finale

### Playoff Lega B1 e B2
I due vincitori dei gruppi B1 e B2 si sono sfidati il 26 settembre 2019. 

### Torneo degli sfidanti
- Shinji Suzuki ha ottenuto la qualificazione agli ottavi di finale in quanto vincitore della Lega C
- Katsuya Motoki ha ottenuto la qualificazione agli ottavi di finale in quanto vincitore dello spareggio tra i primi classificati della Lega B1 e B2 contro Norimoto Yoda.
- Ryo Ichiriki ha ottenuto la qualificazione diretta ai quarti di finale in quanto vincitore della Lega A
- Shinji Takao ha ottenuto la qualificazione diretta alle semifinali in quanto secondo classificato della Lega S
- Rin Kono ha ottenuto la qualificazione diretta alla finale in quanto vincitore della Lega S

|  | Primo turno    | Primo turno    | Primo turno |  |  | Secondo turno | Secondo turno | Secondo turno |   |              | Semifinali   | Semifinali   | Semifinali |  |  | Finale | Finale | Finale |
|  |                |                |             |  |  |               |               |               |   |              |              |              |            |  |  |        |        |        |
|  | Shinji Suzuki  | Shinji Suzuki  | 1           |  |  |               |               |               |   |              |              |              |            |  |  |        |        |        |
|  | Katsuya Motoki | Katsuya Motoki | 0           |  |  | Shinji Suzuki | Shinji Suzuki | 0             |   |              |              |              |            |  |  |        |        |        |
|  |                |                |             |  |  | Ryo Ichiriki  | Ryo Ichiriki  | 1             |   |              |              |              |            |  |  |        |        |        |
|  |                |                |             |  |  |               |               |               |   | Ryo Ichiriki | Ryo Ichiriki | 1            |            |  |  |        |        |        |
|  |                |                |             |  |  |               | Shinji Takao  | Shinji Takao  | 0 |              |              |              |            |  |  |        |        |        |
|  |                |                |             |  |  |               |               |               |   |              |              |              |            |  |  |        |        |        |
|  |                |                |             |  |  |               |               |               |   |              |              |              |            |  |  |        |        |        |
|  |                |                |             |  |  |               |               |               |   |              | Ryo Ichiriki | Ryo Ichiriki | 0          |  |  |        |        |        |
|  |                |                |             |  |  |               | Rin Kono      | Rin Kono      | 1 |              |              |              |            |  |  |        |        |        |
|  |                |                |             |  |  |               |               |               |   |              |              |              |            |  |  |        |        |        |
|  |                |                |             |  |  |               |               |               |   |              |              |              |            |  |  |        |        |        |
|  |                |                |             |  |  |               |               |               |   |              |              |              |            |  |  |        |        |        |
|  |                |                |             |  |  |               |               |               |   |              |              |              |            |  |  |        |        |        |
|  |                |                |             |  |  |               |               |               |   |              |              |              |            |  |  |        |        |        |
|  |                |                |             |  |  |               |               |               |   |              |              |              |            |  |  |        |        |        |
|  |                |                |             |  |  |               |               |               |   |              |              |              |            |  |  |        |        |        |

## Finale
La finale è una sfida al meglio delle sette partite, iniziata il 9 gennaio 2020 e con fine prevista il 13 marzo. Tuttavia la settima partita non è stata disputata avendo Yūta Iyama ottenuto la quarta vittoria alla sesta partita.